# Krapina
Krapina er en by  distriktet Krapina-Zagorje, i det nordlige Kroatien, med et indbyggertal (pr. 2021) på ca. 11.530. Byen ligger tæt ved grænsen til nabolandet Slovenien.
- Wikimedia Commons har flere filer relateret til Krapina